# Dimitri Schulz

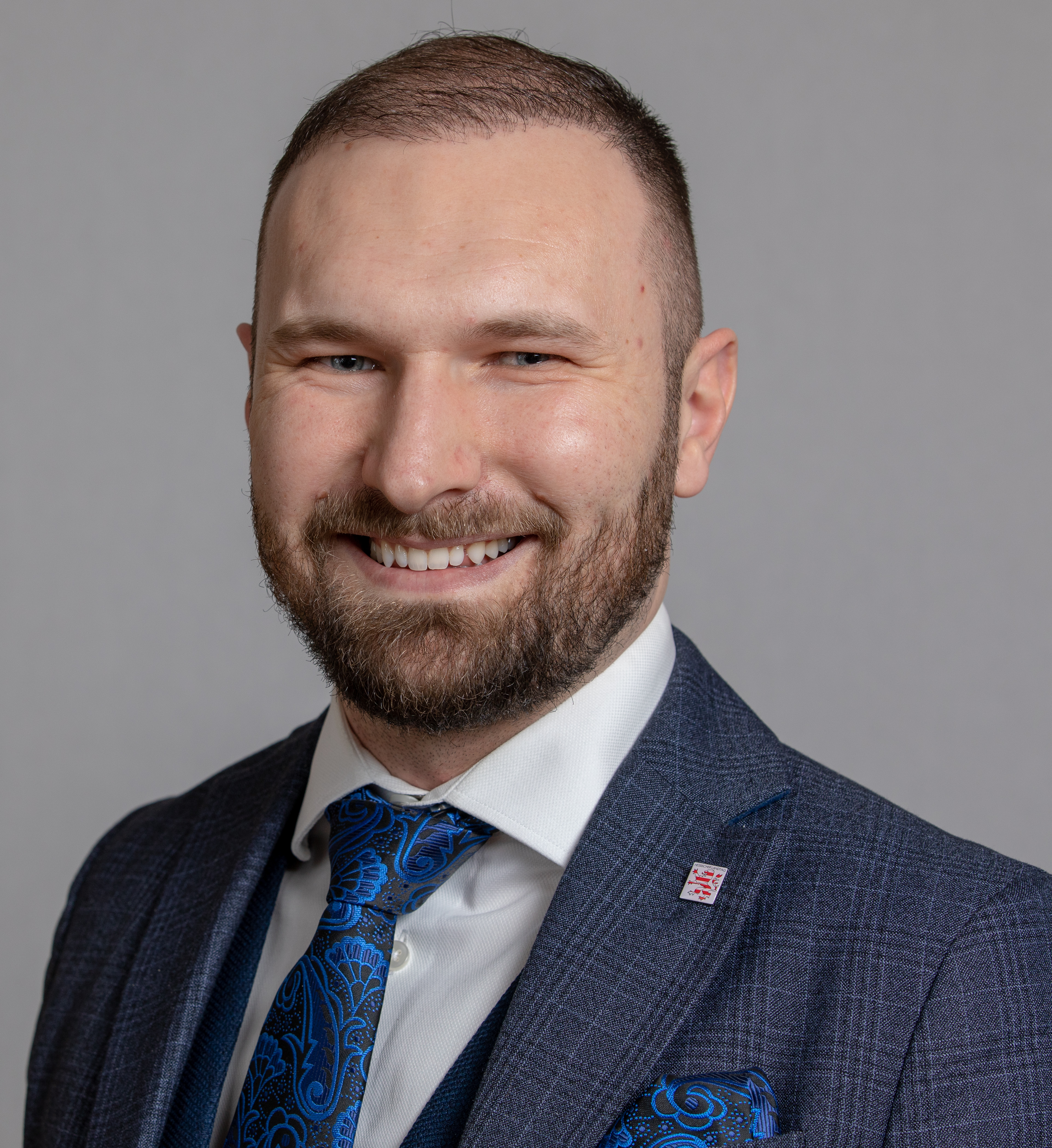
Dimitri Schulz, 2019

Dimitri Schulz (* 14. Februar 1987 in Alexejewka, Kirgisische SSR, Sowjetunion) ist ein deutscher Politiker der AfD. Er ist seit 2019 Abgeordneter des Hessischen Landtages.

## Leben
Schulz wurde 1987 in der Sowjetunion geboren. Als Kind wanderte er mit seinen Eltern nach Deutschland aus. Er studierte Maschinenbauwesen und ist als Ingenieur in Hessen tätig. Schulz gibt an, aus einer Familie jüdischer Herkunft zu stammen. Seine Mutter ist Jüdin, der Vater hat russlanddeutsche Vorfahren.
Schulz ist seit 2014 Mitglied der hessischen AfD. Von 2016 bis 2021 war er Stadtverordneter in Wiesbaden. Bei der hessischen Landtagswahl 2018 kandidierte er auf Listenplatz 14 der AfD in Wahlkreis Wiesbaden I. Ihm gelang der Einzug als Abgeordneter in den hessischen Landtag. Bei der Landtagswahl 2023 zog er erneut über die Liste in den Landtag ein. Im 21. Hessischen Landtag ist er stellvertretender Vorsitzender im Unterausschuss für Heimatvertriebene, Aussiedler, Flüchtlinge und Wiedergutmachung.
2018 war er Gründungsmitglied der Organisation Juden in der AfD (JAfD). Anlässlich der Gründung der JAfD schrieb Ricarda Breyton in der Welt, Schulz habe sich auf seiner Facebook-Seite als „bibeltreu“ und „Follower of Jesus Christ“ bezeichnet und in seiner Bewerbungsrede für die Landesliste der Hessischen Landtagswahl 2018 die Verbrechen der Deutschen im Zweiten Weltkrieg relativiert, indem er eine „Erinnerung an Gräueltaten am deutschen Volk“ gefordert habe.
Schulz ist verheiratet und Vater eines Kindes.